# Папа Урбан II на площади Клермона проповедует первый крестовый поход
«Папа Урбан II на площади Клермона проповедует первый крестовый поход» (итал. Papa Urbano II sulla piazza di Clermont predica la prima crociata) — картина в стиле романтизма итальянского художника Франческо Айеца, на которой изображён сюжет из средневековой истории. Полотно написано в 1835 году и представляет собой живопись маслом на холсте размером 157×265 см. В настоящее время хранится в Галерее на площади Скала в Милане.